# Simulium carolinae
Simulium carolinae är en tvåvingeart som beskrevs av Leon 1945. Simulium carolinae ingår i släktet Simulium och familjen knott. Inga underarter finns listade i Catalogue of Life.